# Yemva
Yemva (en ruso: Емва) es una ciudad de la república Komi, en Rusia. Es el centro administrativo del raión de Kniajpogost, a 1365 km de Moscú. Se asienta en la orilla izquierda del río Vym, que pertenece a la cuenca del Dvina Septentrional, al ser afluente del Vytchegda. La ciudad está en las estribaciones septentrionales de la cordillera de los montes Urales. La capital de la república es Syktyvkar, a 130 km. Tiene una población de 14 825 habitantes, según el censo de 2008. Está conectada al ferrocarril del Pechora (Konosha-Kotlas-Vorkutá), estación de Kniachpogost.

## Historia
Yemva fue fundada al lado de la estación de ferrocarril de Kniazhpogost (Княжпого́ст), abierta en 1942 sobre el ferrocarril del Pechora, que une Konocha a Vorkutá por Kotlas.
En 1941, recibe el estatus de comuna urbana con el nombre de Zheleznodorozhni (Железнодоро́жный). En 1985 recibe el estatus de ciudad, renombrándola como Yemva, el nombre khanty y komi para el río Vim.

## Demografía
| 1959   | 1970   | 1979   | 1989   | 1992   | 2002   | 2008   |
| ------ | ------ | ------ | ------ | ------ | ------ | ------ |
| 13 700 | 13 500 | 15 300 | 18 782 | 18 700 | 16 739 | 14 825 |